# Throne: Kingdom at War
Throne: Kingdom at War ist ein Massively-Multiplayer-Online-Echtzeitstrategiespiel für iOS- und Android-Geräte, das von Plarium entwickelt und 2016 veröffentlicht wurde. Das Spiel ist in einem fiktiven Königreich angesiedelt, in dem Spieler ihre eigenen Städte und Armeen aufbauen, um in klanbasierten Schlachten gegeneinander zu kämpfen.

## Spielprinzip und Technik
Das Spiel ist im fiktiven Königreich Amaria angesiedelt, dessen herrschender Monarch gestorben ist. Die Spieler müssen Städte bauen, Armeen rekrutieren, Ressourcengebäude errichten, und dann in den Krieg ziehen. Armeen bestehen aus Rittern, Speerkämpfern, Kavallerie, Belagerungseinheiten, Spähern und anderen mittelalterlichen Figuren, die in Kämpfen Spieler gegen Spieler (PvP) oder Spieler gegen Umgebung (PvE) zum Einsatz kommen. Die Spieler können Ressourcen für Studien oder für die Verbesserung von Forschungen ausgeben, die ihre Städte, Armeen und andere Spielelemente verbessern.

## Rezeption
Das Spiel wurde allgemein positiv aufgenommen. Jennifer Allen von Gamezebo schreibt, dass Throne „eine angenehme, mittelalterliche Atmosphäre an sich hat“, und „es bei Throne: Kingdom at War interessanter wird, wenn man zusammenarbeitet, um Allianzen zu bilden und nach und nach neues Land zu erobern. Besonderen Spaß macht das Kämpfen, auch wenn es eine Weile dauert, bis man so weit kommt; man hat das Gefühl, weiterzukommen. Das motiviert einen, den ganzen Tag über immer wieder ein paar Minuten lang zu spielen.“ Im Januar 2017 lagen die Nutzerbewertungen für das Spiel auf iTunes bei 4 Sternen und auf Google Play bei 4,5 Sternen.